# Wojciech Bielecki (weterynarz)
Wojciech Bielecki – polski weterynarz, specjalista od anatomii patologicznej zwierząt.
Studiował medycynę weterynaryjną w Szkole Głównej Gospodarstwa Wiejskiego w Warszawie. 28 czerwca 1983 doktoryzował się na tejże uczelni w zakresie nauk weterynaryjnych. 23 listopada 2011 habilitował się tamże ze specjalnością w anatomii patologicznej pracą Macica męska (uterus masculinus) u żubra (Bison bonasus L. 1758) w świetle badań makro- i mikromorfologicznych. Zatrudniony jako adiunkt w SGGW, najpierw na Katedrze Patologii i Diagnostyki Weterynaryjnej oraz Katedrze Nauk Klinicznych Wydziału Medycyny Weterynaryjnej, a potem w Instytucie Medycyny Weterynaryjnej SGGW. Jest członkiem Krajowej Komisji Etycznej do spraw Doświadczeń na Zwierzętach przy Ministerstwie Nauki i Szkolnictwa Wyższego.
Jest autorem lub współautorem około 90 artykułów naukowych w czasopismach, 26 rozdziałów w monografiach oraz trzech publikacji książkowych. Liczne jego publikacje poświęcone są żubrowi europejskiemu. W 2022 roku wraz Joanną Izdebską i Leszkiem Rolbieckiem opisał nowy gatunek nużeńca, Demodex bialoviensis.
W 2015 roku odznaczony został przez Prezydenta RP Medalem Złotym za Długoletnią Służbę.